# Ельсе Якобсен
Ельсе Якобсен (дан. Else Jacobsen, 31 травня 1911 — 3 квітня 1965) — данська плавчиня.
Учасниця Олімпійських Ігор 1928 року, бронзова медалістка 1932 року.